# Capilla de Santa Bárbara (Floridablanca)
La Capilla de Santa Bárbara es una iglesia católica de Colombia ubicada en el municipio de Floridablanca (Santander).

## Historia
Este templo fue construida entre los años 1823 y 1832 en honor a Bárbara de Nicomedia, patrona de los astilleros. Su construcción fue dirigida por el padre José Elías Puyana, la obra tuvo un costo total de 264 pesos 3 reales y un cuartillo. Está realizada con la técnica de tapia pisada (tierra pisada o tapial). Se encuentra ubicada en el casco histórico de la ciudad, junto al parque principal del municipio.